# Ос-68-Гл
Ос-68-Гл е номенклатура от елементи за едропанелни общежития, детски градини и жилищни сгради за новобрачни семейства, разработена от „Главпроект“ през 1968 г. и произвеждана в Домостроителен комбинат № 1 в София.